# Alem Toskić
Alem Toskić (Priboj, 12 de febrero de 1982) es un exjugador de balonmano serbio que jugaba de pívot. Su último equipo fue el Csurgói KK, en el que actualmente ejerce como entrenador. Fue un componente de la selección de balonmano de Serbia con la que jugó 144 partidos y marcó 298 goles.
Con la selección ganó la medalla de plata en el Campeonato Europeo de Balonmano Masculino de 2012.

## Palmarés

### RK Zagreb
- Liga de Croacia de balonmano (2): 2006, 2007
- Copa de Croacia de balonmano (2): 2006, 2007

### RK Celje
- Liga de balonmano de Eslovenia (2): 2008, 2010
- Copa de Eslovenia de balonmano (3): 2010, 2012, 2013

### RK Vardar
- Liga de Macedonia de balonmano (2): 2015, 2016
- Copa de Macedonia de balonmano (3): 2014, 2015, 2016
- Liga SEHA (1): 2014

## Clubes
- RK Partizan ( -2005)
- RK Zagreb (2005-2007)
- RK Celje (2007-2013)
- RK Vardar (2013-2016)
- Gorenje Velenje (2016-2018)
- Csurgói KK (2018-2020)